# LulzSec
```
. /$$                 /$$            /$$$$$$
.| $$                | $$           /$$__  $$
.| $$       /$$   /$$| $$ /$$$$$$$$| $$  \__/  /$$$$$$   /$$$$$$$
.| $$      | $$  | $$| $$|____ /$$/|  $$$$$$  /$$__  $$ /$$_____/
.| $$      | $$  | $$| $$   /$$$$/  \____  $$| $$$$$$$$| $$
.| $$      | $$  | $$| $$  /$$__/   /$$  \ $$| $$_____/| $$
.| $$$$$$$$|  $$$$$$/| $$ /$$$$$$$$|  $$$$$$/|  $$$$$$$|  $$$$$$.$
.|________/ \______/ |__/|________/ \______/  \_______/ \_______/
                          //Laughing at your security since 2011!

+

   __
   )|     ________________________.------,_ _
 _/o|_____/  ,____________.__;__,__,__,__,_Y...:::---===````//    #anonymous
|==========\ ;  ;  ;  ;  ; \__,__\__,_____ --__,-.\   OFF  ((     #anarchists
           `----------|__,__/__,__/__/  )=))~((   '-\  THE  \\    #antisec
                        \ ==== \          \\~~\\     \  PIGS \\   #lulzsec
                        `| === |           ))~~\\     ```"""=,))  #fuckfbifriday
                         | === |           |'---')                #chingalamigra
                        / ==== /           `====='
                       ´------´

```

LulzSec (oder lang Lulz Security) war der Name einer losen Gruppierung von Hackern, die im Jahr 2011 mehrere öffentlichkeitswirksame Aktionen im Bereich der Informationssicherheit verantwortete. LulzSec betrat teilweise kriminellen Boden, indem die Gruppe Passwörter Dritter ausspähte; andererseits wies sie auf Schwächen der Informationssicherheit der gehackten Systeme hin.

## Übersicht
Der Name LulzSec setzt sich aus den Worten „Lulz“ (Bedeutung etwa: „Schadenfreude“), einem abgewandelten Plural des Akronyms „LOL“ (Laughing Out Loud) im Netzjargon, und der umgangssprachlichen Kurzform von „Security“ (Sicherheit) zusammen.
Die Gruppe LulzSec trat das erste Mal im Mai 2011 mit einem Angriff gegen Fox.com in die Öffentlichkeit.
50 Tage nach ihrer Gründung gab die Gruppe im Juni 2011 ihre Auflösung bekannt.

### Ideologie
LulzSec wurde niemals mit finanziellen Motiven in Verbindung gebracht.
Die Gruppe behauptete, aus Motiven der Unterhaltung heraus oder der Freude über Chaos und Verwüstung wegen zu handeln. Auf Grund dieser Äußerungen wurde von der Presse eine Parallele zur Spaßguerilla gezogen.
Für einzelne Aktionen wurden politische Motive in Anspruch genommen, etwa Korruption oder Rassismus in Behörden anzuprangern, oder die Position gegen den War on Drugs zu stärken.
Ein gesellschaftspolitischer Hintergrund lässt sich rückwirkend bei allen Aktionen feststellen. Die Gruppe veröffentlichte zudem ein Manifest, in dem Anliegen ausformuliert wurden.

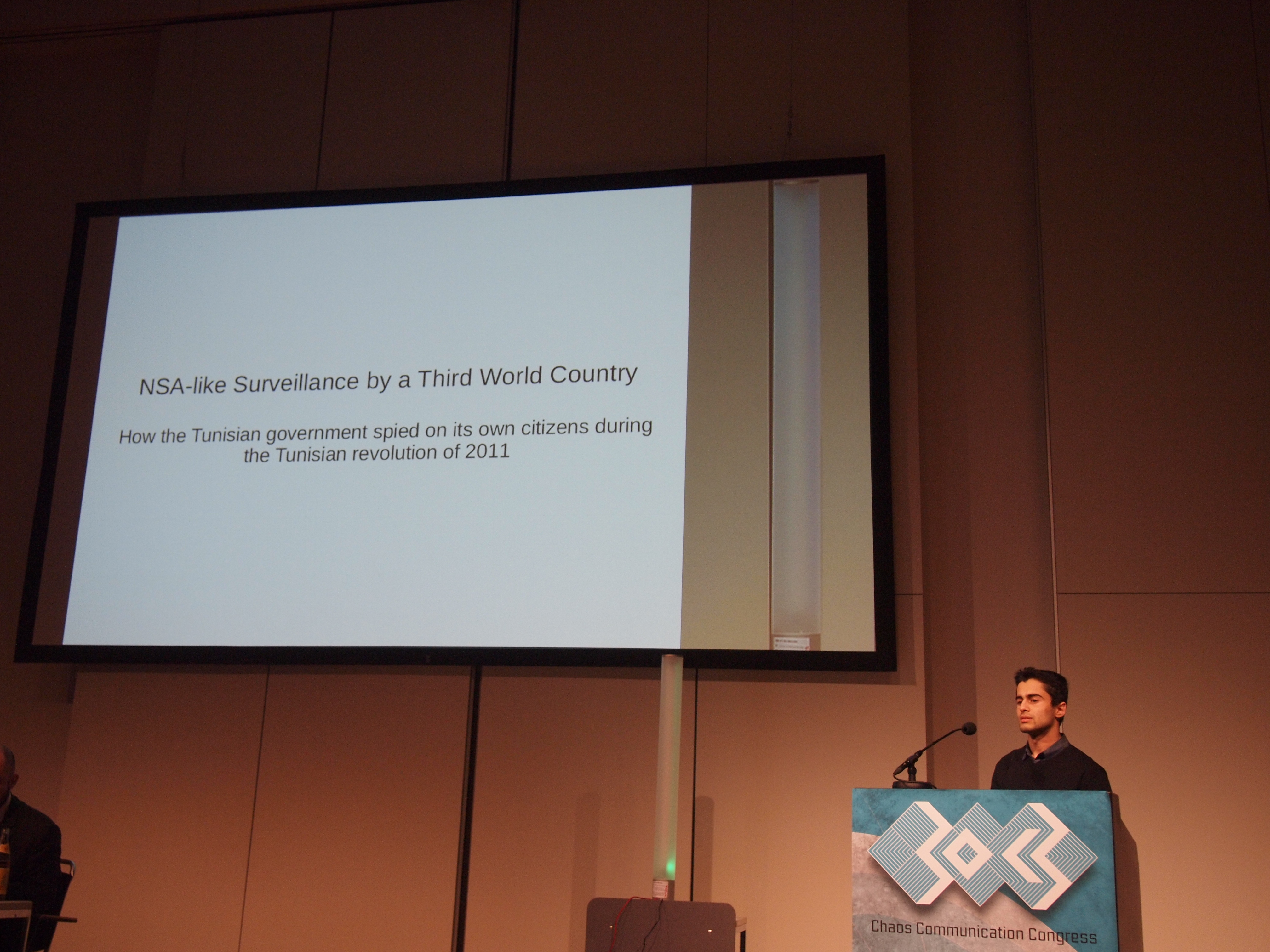
Mustafa Al-Bassam ("TFlow") im Dezember 2013 auf dem 30C3

### Mitglieder
Die Natur der losen Organisation lässt zu, dass einzelne Individuen den Namen der Gruppe für sich ohne Absprache oder Integration in den eigentlichen Kreis in Anspruch nehmen (siehe auch: Anonymous, Absatz Struktur).
Der Gruppe werden im Kern sechs Mitglieder zugerechnet, welche dies zum Teil selbst verkündeten oder bestätigten, insbesondere nachdem Hacks anderer Gruppierungen persönliche Informationen zu Tage förderten. Abgegriffene IRC-Logdateien aus einem solchen Angriff wurden vom britischen The Guardian veröffentlicht und enthielten ebenfalls persönliche Details.
Im Einzelnen werden folgende Personen mit LulzSec in Verbindung gebracht:
- Hector Xavier Monsegur alias Sabu – war als Gründer und Sprecher eine Führungsfigur. Nach seiner Festnahme im Jahr 2011 und der nachfolgenden Anklage wegen verschiedener Hacks war Sabu Informant des FBI und identifizierte alle zentralen Mitglieder.[11]
- Jake Davis, Topiary – ein Hacktivist aus verschiedenen Gruppen, unter anderem Anonymous, der auch den Twitter-Account LulzSecs betrieb. Davis wurde bekannt, als er während eines laufenden Interviews die Website der Westboro Baptist Church hackte.[12]
- Ryan Ackroyd, Kayla/KMS oder Shock.ofgod – Botnet-Betreiber mit etwa 800.000 infizierten Computern, auch Teil der Gruppe gn0sis und Anonymous.
- Mustafa Al-Bassam, Tflow – jüngstes Mitglied (* 1995), betrieb die Website der Gruppe lulzsecurity.com.
- Avunit – das einzige bislang nicht identifizierte Mitglied.
- Darren Martyn, Pwnsauce – Mitarbeiter des Open Web Application Security Project
- Donncha O’Cearbhaill, Palladium
- Jeremy Hammond, Anarchaos – Vertreter Anonymous und als solcher wegen des Stratfor-Hacks 2011 angeklagt und 2013 nach Schuldgeständnis zu einer Freiheitsstrafe verurteilt (10 Jahre).[13]
- Sven Slootweg, joepie91 – Betreiber der Website AnonNews.org, steht in dem Ruf eines der aktivsten Mitglieder zu sein, wird jedoch mit keiner Aktion direkt in Verbindung gebracht
- Ryan Cleary, ViraL – Mitglied mit einer Haftstrafe, die für die Angriffe auf Regierungssysteme verhängt wurde (32 Monate).

## Angriffe auf Regierungseinrichtungen
LulzSec verwendete neben einfachen Distributed-Denial-of-Service-Techniken, wie beim Angriff auf die Webseite der CIA, auch SQL-Injections, zum Beispiel beim Sony-Hack. Welche Gesinnung der Gruppe zugesprochen werden sollte, ist strittig, allerdings lassen die teils deutlich subversiven Hacks kaum den Schluss zu, dass von LulzSec als „White-Hats“ gesprochen werden kann.
Bei den Unternehmungen der Gruppe lassen sich solche gegen Wirtschaftsvertreter und gegen Regierungsinstitutionen oder nahe Partner unterscheiden:

### InfraGard
Ebenfalls im Juni 2011 konnte LulzSec die Webseite von InfraGard kompromittieren, einer Non-Profit-Organisation, die sich in Zusammenarbeit mit dem FBI auf die Überwachung von illegalen Botnetzen spezialisiert hat.
Im Rahmen dieser Aktion erhielt LulzSec auch Zugriff auf vertrauliche E-Mails vom Chef der US-Sicherheitsfirma Unveillance, Karim Hijazi. Diese E-Mails beweisen, dass die Firma den US-Behörden verschiedene Dienstleistungen im Rahmen der digitalen Kriegsführung angeboten hat, wie zum Beispiel einen Angriff auf die digitale Infrastruktur der Ölfelder in Libyen.
Laut eigener Aussage war die Aktion eine Antwort auf Barack Obamas Statement, dass Aktionen von Hackern auch als Angriff gegen die Vereinigten Staaten von Amerika gewertet werden könnten.

### US-Senat
Wenig später erfolgte die Veröffentlichung einer Konfigurationsdatei der Website des Senats der Vereinigten Staaten von Amerika. Der Angriff wurde durch eine Sprecherin des Senats offiziell bestätigt.

### CIA
Am 15. Juni 2011 bekannte sich LulzSec zu einem Angriff auf die Website des amerikanischen Auslandsgeheimdienstes CIA, der dazu führte, dass deren Internetpräsenz kurzzeitig nicht erreichbar war.

## Angriffe auf Wirtschaftsunternehmen

### PBS
Im Mai 2011 hackten Mitglieder von LulzSec die Webseite des Public Broadcasting Service, kopierten Benutzerdaten und setzten eine Hoax-Nachricht in den Newsticker-Kriechtitel, welche besagte, dass der 1996 verstorbene Rapper Tupac Shakur noch am Leben sei und in Neuseeland lebe.
LulzSec nannte als Motivation für den Hack die Verteidigung von Wikileaks und die Bekundung von Solidarität mit dem Whistleblower Bradley Manning.

### Sony
Im Juni 2011 erklärte sich LulzSec verantwortlich für einen Angriff gegen die Webseite von Sony Pictures, bei dem die Gruppe höchstwahrscheinlich illegalen Zugriff auf persönliche Daten (wie Name, Passwort, Adresse sowie Geburtsdatum) von über einer Million Nutzern hatte.
Die Gruppe versuchte, Sony insbesondere dadurch bloßzustellen, dass sie darauf hinwies, wie schlecht die Seite gesichert gewesen sei und dass eine primitive SQL-Injection, eine allgemein bekannte Sicherheitslücke, ihnen den Zugriff ermöglicht hätte. Dieses war von besonderer Brisanz, da Sony bereits kurz zuvor einen illegalen Zugriff auf das PlayStation Network zugeben musste, bei dem vermutlich ebenfalls mehrere Millionen Nutzerdaten zusammen mit Kreditkarteninformationen gestohlen wurden.
Als Motiv für den Angriff gab die Gruppe Rache für die juristischen Schritte von Sony gegen den Playstation-3-Hacker George Hotz an.

### The Sun
Obwohl LulzSec bereits am 26. Juni 2011 ihre Auflösung bekannt gab, stellten sie sich bereits kurze Zeit darauf wieder ins Rampenlicht. Das britische Boulevardmagazin The Sun war als Teil des Konzerns um Medienmogul Rupert Murdoch aufgrund des Abhörskandals um dessen News International bereits kritischer Aufmerksamkeit ausgesetzt. In der Nacht vom 18. auf den 19. Juli 2011 erschien auf der Internetseite von The Sun eine Falschmeldung über den angeblichen Tod Murdochs. Besucher der Seite wurden schließlich auf die Twitter-Seite von LulzSec weitergeleitet, wo sich die Hacker mit einer schnippischen Bemerkung zu der Tat bekannten.

## AntiSec & Auflösung
Am 19. Juni 2011 gaben LulzSec und Anonymous über Twitter ihre zukünftige Zusammenarbeit bekannt und riefen die Operation AntiSec ins Leben. Die beiden Gruppen, welche sich zuvor mehrfach angefeindet hatten, wollten gemeinsam gegen „Sicherheits-Terroristen“ vorgehen. Im Rahmen dieser Aktion wurden bald darauf die Website der „Serious Organised Crime Agency“ (Behörde für die Bekämpfung des organisierten Verbrechens im Vereinigten Königreich, kurz SOCA) für kurze Zeit lahmgelegt und vertrauliche Unterlagen der Grenzpolizei von Arizona auf Pirate Bay veröffentlicht.
Am 26. Juni 2011 gab die Gruppe ihre Auflösung bekannt. Der ehemalige Hacker Kevin Mitnick führte dies auf den entstandenen hohen Verfolgungsdruck zurück und rechnete mit weiteren Aktionen von Nachahmern oder durch Folgeorganisationen.

### Verurteilungen
Im Mai 2013 wurden die von Sabu enttarnten LulzSec-Mitglieder Kayla, Topiary und Tflow zu Haftstrafen verurteilt, die von The Guardian als hart gewertet wurden. Zuvor hatten die Angeklagten auf Grund der Beweislast durch den Kronzeugen bereits gestanden, an verschiedenen Angriffen beteiligt gewesen zu sein.